# 湯姆·卡羅爾
托马斯·詹姆斯·卡罗尔（英語：Thomas James Carroll，1992年5月28日—）是英格蘭的一位足球運動員，在場上司職中場。他也曾代表英格蘭U21國家隊參賽。

## 球會生涯

### 热刺
卡羅爾在熱刺足球學院上場23次打進10球後，便在2010年6月與球會簽下職業合約。2011年8月25日欧足联欧洲联赛對哈茨的比賽，他首次代表熱刺上場參賽。9月20日英格蘭聯賽盃第三輪對斯托克城的比賽，他以先發身份上場，最終0-0平局並踢至點球大戰，卡羅爾雖然在點球大戰中射進，但球隊最後仍以7-6出局。
2011年3月27日，卡羅爾被外借至莱顿东方至季末。2月5日對伯恩茅斯的比賽首次上場，外借期間共上場14次，當中包括2次英格蘭足總盃對阿森纳的比賽。
2012年1月30日，他被外借至英冠球會德比郡至季末。在新球會首戰對巴恩斯利的比賽，他打進職業生涯首顆進球，之後他在德比郡有穩定上場機會，出任中場和右翼位置。他在德比郡期間共在聯賽上場12次。
2012年11月3日，他在熱刺以1-0不敵威根的比賽首次在英超上場，在79分鐘換下基爾·獲加。
2013年夏季轉會窗結束前，他被外借到女王公园巡游者與前熱刺教練哈里·雷德克纳普團聚，外借期為一個賽季。
2015年12月10日欧足联欧洲联赛對摩納哥的比賽，他打進在熱刺首顆進球，使球隊以4-1大勝。12月26日，他打進在球會首顆聯賽進球，使球隊以3-0擊敗诺维奇城。
在16/17球季，他只代表熱刺上場3次後，便在2017年1月轉會至斯旺西。

### 斯旺西
2017年1月，據報斯旺西以450萬鎊簽下卡羅爾及簽約三年半。他轉會後首場比賽是作客利物浦，他助球隊贏得史上首次客勝利物浦。2017年4月22日，他打進在斯旺西首顆進球，使球隊以2-0擊敗斯托克城取得重要3分以免降級。
2019年1月31日，他被外借至英冠球會阿士東維拉至季末。他在維拉首場比賽是對雷丁，在74分鐘替補換下格伦·惠兰，最終雙方均無任何進球打成平局。他在維拉上場2次後便受傷而回到斯旺西.。
2019年12月11日，卡羅爾在對布莱克本流浪者的比賽因為兩黃牌而獲得生涯首場紅牌離場，球隊最後以1-1取得一分。2020年1月31日，球會宣佈雙方同意解除合約。

### 女王公园巡游者
2020年9月，他與女王公园巡游者簽約一年加盟。翌日英格蘭足球聯賽盃對普利茅斯便首次上場，最終球隊以3-2戰敗。季後球會向卡羅爾開出合約，但他選擇不簽而離隊。

### 伊普斯维奇
2021年8月16日，他以自由身轉投伊普斯维奇並簽約一年，為球會該季第16簽。他在各項比賽只上場17次，球季結束後便約滿離隊。

## 國家隊生涯
2011年3月，卡羅爾首次獲英格蘭U19徵召參加對荷蘭U19的友誼賽。同年11月，他被提升至英格蘭U21參加對冰島和和比利時的比賽。2013年3月21日，他首次代表英格蘭U21上場，在對羅馬尼亞的賽事，卡羅爾在74分鐘替補換下佐敦·軒達臣。2013年8月13日，他在對蘇格蘭的比賽打進在國家隊首顆進球，助球隊以6-0大勝。

## 外部連結
- 足球数据库：Tom Carroll的球员统计数据
- Tom Carroll Profile （页面存档备份，存于） at the Football Association